# 约伊斯
约伊斯是奥地利布尔根兰州滨湖新锡德尔县的一个市镇。总面积25.91平方公里，总人口1310人，人口密度50.6人/平方公里（2001年）。